# 포트 오소리티 버스 터미널

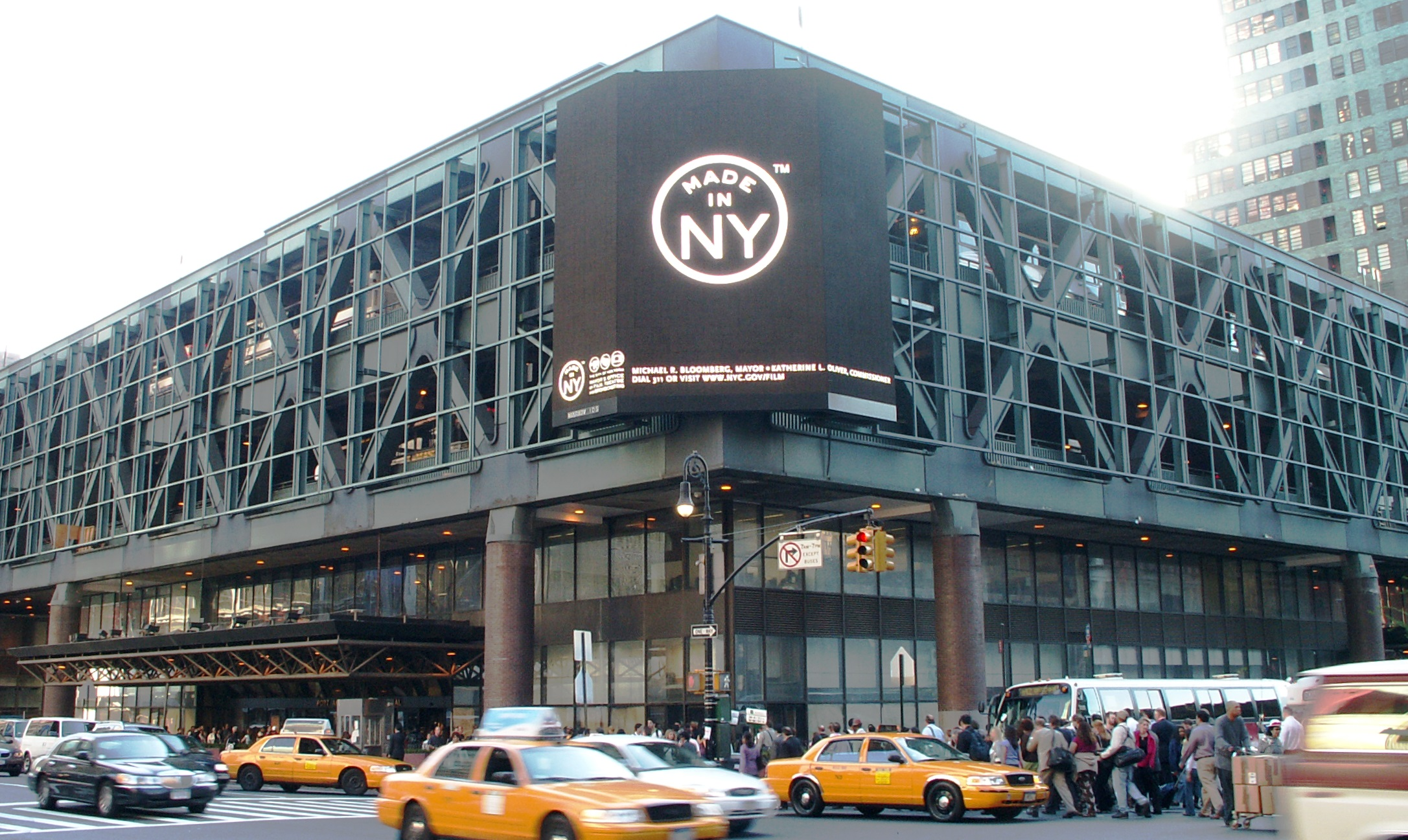
포트 오소리티 버스 터미널

포트 오소리티 버스 터미널(Port Authority Bus Terminal)은 미국 뉴욕의 맨해튼에 있는 버스 터미널이다. 미국이나 캐나다 등 외국을 포함한 각지에 버스가 운행되고 있으며, 뉴저지 등에도 통근, 통학 용 버스가 존재한다. 또한 볼링 센터, 게임 센터가 시설 내에 존재한다. 뉴욕 뉴저지 항만공사 (PANYNJ)에서 운영된다.